# بورگومانرو
بورگومانرو (به ایتالیایی: Borgomanero) یک کومونه در ایتالیا است که در استان نووارا واقع شده‌است.

## خصوصیات
بورگومانرو ۳۲٫۴ کیلومترمربع مساحت و ۲۱٬۳۰۵ نفر جمعیت دارد و ۳۰۶ متر بالاتر از سطح دریا واقع شده‌است.

## خواهرخوانده
شهرهای باد مرگنت‌هایم و دینی-له-بن خواهرخوانده‌های بورگومانرو هستند.